# Перевезня
Перевезня — річка в Україні, у Звягельському та Рівненському районах Житомирської і Рівненської областей. Права притока річки Случ (басейн Прип'яті).

## Опис
Довжина річки 20 км, похил річки — 1,6 м/км, найкоротша відстань між витоком і гирлом — 13,8 км, коефіцієнт звивистості річки — 1,45, площа басейну водозбору 167 км². 
Річка формується притоками, багатьма безіменними струмками та частково каналізована. Річку перетинає 1 газопровід.

## Розташування
Бере початок на південно-східній стороні від села Кленова. Тече переважно на південний захід через Дубники і на західній околиці села Лучиця впадає у річку Случ, (притока Горині).

## Притоки
- Кленова, Оболона, Соколівка (праві).

## Цікавий факт
- Річка протікає через урочища: Левкове Болото, Печище, Березівку та Попівку.[1]

## Риби Перевезні
У річці водяться щука звичайна, карась звичайний, окунь, пічкур та плітка звичайна.